# Yakirra
Yakirra és un gènere de plantes de la família de les poàcies, ordre de les poals, subclasse de les commelínides, classe de les liliòpsides, divisió dels magnoliofitins.

## Taxonomia
- Yakirra australiensis (Domin) Lazarides et Webster
- Yakirra majuscula (F. Muell. ex Benth.) Lazarides et Webster
- Yakirra muelleri (Hughes) Lazarides et Webster
- Yakirra nulla Lazarides et Webster
- Yakirra pauciflora (R.Br.) Lazarides et Webster